# Manhole
Manhole es el primer álbum de estudio en solitario de la cantautora estadounidense Grace Slick. Fue publicado en enero de 1974 a través de Grunt Records.

## Antecedentes
A Grace Slick siempre le encantaron las películas. Cuando era niña, sus sueños no eran cantar himnos que encandilaran a una generación, sino glamurosas actrices de Hollywood, en particular esas mujeres fuertes y sensatas cuyos personajes avanzaban con una actitud de maldita sea. En su autobiografía, Grace dijo sobre The Beautiful Blonde from Bashful Bend de 1945 de Betty Grable: “Películas como esta dieron a las niñas luz verde para un comportamiento autosuficiente y ciertamente inclinado hacia la violencia. [...] Simplemente enfrentando y disfrutando el humor de la vida tal como era”. De acuerdo a Jeff Tanarkin, “A Grace Slick también le encantaba la música de las películas, las magníficas y exuberantes partituras orquestales que transformaban incluso las imágenes más mundanas en epopeyas cinematográficas descomunales. En aquellos días dorados, los cineastas no simplemente tomaban los últimos éxitos de las listas de éxitos y los colocaban en cualquier lugar de la película, sin prestar atención al contexto. La música de cine clásica hizo una declaración propia, y Grace se inspiró en sus múltiples texturas y colores, su audacia y profundidad”.
Entonces, cuando llegó el momento de poner su nombre en un disco que pudiera llamar suyo en el año siguiente a la disolución de Jefferson Airplane, lo que llevó al nacimiento oficial de su sucesor, Jefferson Starship, Grace se propuso grabar un álbum con banda sonora. Que no hubiera una película que la acompañara era irrelevante: Manhole, como ella la llamaba, era la música que respaldaría la película mental de Grace Slick, y ella llegaría a los extremos, sin reparar en gastos, para hacer realidad su sueño artístico. Manhole, sin embargo, como prácticamente todas las grabaciones que surgieron del campamento Airplane/Starship en ese momento, fue un esfuerzo comunitario. Durante los últimos años, desde la apertura del estudio de grabación de Wally Heider en San Francisco, California a finales de los años 1960, los miembros de las mejores bandas del área de la Bahía de San Francisco habían hecho de las instalaciones su “hogar lejos del hogar”, contribuyendo unos a otros a los discos de forma informal. Los miembros de Airplane, Grateful Dead, Santana, Crosby, Stills, Nash and Young, Quicksilver Messenger Service – cualquiera que pudiera presentarse en cualquier momento y donar un lick de guitarra o una armonía vocal. Paul Kantner, compañero de Grace en Airplane y (en 1973, cuando grababa Manhole) también en su vida privada, había bautizado a este grupo rotatorio de músicos como Planet Earth Rock and Roll Orchestra o PERRO.

## Recepción de la crítica
Un escritor no especificado de la revista Cash Box señaló que “[Manhole] está repleto de cosas extrañas, incluida una cara completa titulada «Jay» (tema de la película Manhole), que está dedicada (en palabras de Grace) a los fanáticos del tema de las películas”. Un escritor no especificado de Billboard calificó Manhole como un “un esfuerzo etéreo y embriagador, diseñado para personas a las que les gusta escuchar música que divaga sobre temas con los que el público no puede identificarse”.

## Lista de canciones
Todas las canciones escritas y compuestas por Grace Slick, excepto donde esta anotado. 
| Lado uno |                                  |          |  |
| N.º      | Título                           | Duración |  |
| 1.       | «Jay»                            | 2:43     |  |
| 2.       | «Theme from the Movie “Manhole”» | 15:23    |  |

| Lado dos |                       |                                   |                |          |  |
| N.º      | Título                | Letras                            | Música         | Duración |  |
| 1.       | «¿Come Again? Toucan» |                                   | David Freiberg | 4:40     |  |
| 2.       | «It's Only Music»     | Robert Hunter                     | Freiberg       | 4:32     |  |
| 3.       | «Better Lying Down»   |                                   | Pete Sears     | 3:15     |  |
| 4.       | «Epic (#38)»          | Paul Kantner, Slick, Jack Traylor | Kantner        | 7:23     |  |

## Créditos y personal
Créditos adaptados desde las notas de álbum de Manhole.
| Lado uno 1. «Jay» - Grace Slick – guitarra rítmica - Peter Kaukonen – bajo eléctrico 2. «Theme from the Movie “Manhole”» - Steven Schuster – arreglos orquestales - Grace Slick – piano, voces - David Freiberg – guitarra rítmica, voces - Paul Kantner – voces - David Crosby – voces - Peter Kaukonen – mandolina - Ron Carter, Jack Casady – bajo eléctrico - Craig Chaquico – guitarra líder - John Georgiadis – concertino - Hans Geiger, Alan Traverse, Carlos Villa, Paul Scherman, Michael Jones, Jack Greenstone, John Ronayne, James Davis, Bernard Monshin, Fred Parrington, Denis McConnell – violín - John Barbata – batería - Kenneth Essex, John Coulling, John Underwood, Alex Taylor – viola - Alan Dalziel, Bram Martin, Clive Anstee, Robin Firman – violonchelo - James Merrett, Keith Marjarom, Robin McGee, Chris Laurence – contrabajo - David Snell – arpa - Jack Ellory, Chris Taylor – flauta - Terence Macdonagh, Philip Hill – oboe - Frank Reidy – clarinete bajo - Andrew McGavin, Douglas Moore – corno francés - Michael Laird, George Whiting – trompeta - Raymond Premru, Harold Nash – trompeta baja - Peter Harvey – trombón bajo - Timothy Walker – guitarra - Alan Hakin, Terence Emery, Eric Allen, Stan Barrett – percusión | Lado dos 1. «¿Come Again? Toucan» - David Freiberg – piano, percusión, bajo eléctrico, guitarra - John Barbata – batería, percusión - Craig Chaquico – guitarra líder - Grace Slick – voces 2. «It's Only Music» - David Freiberg – piano, percusión, guitarra de doce cuerdas, bajo eléctrico, órgano - Paul Kantner – voces, guitarra de doce cuerdas - Gary Duncan – guitarra líder - Jack Casady – bajo eléctrico 3. «Better Lying Down» - Pete Sears – piano - Grace Slick – voces 4. «Epic (#38) - David Freiberg – voces - Grace Slick – voces - Paul Kantner – voces, guitarra rítmica, armónica - Seeder Pears – bajo eléctrico - John Barbata – batería, percusión - Craig Chaquico – guitarra líder - Steven Schuster – arreglos orquestales - laian Macdonald Murray – gaitero mayor - Calum Innes, Colin Graham, Angus McTavish, Tom Duncan, Jack Scott, Angus Mackay, William Stewart – gaita |

Personal técnico
- Grace Slick – productora
- David Freiberg – productor
- Paul Kantner – productor
- Keith Grant – coproductor, ingeniero de audio, programación de sintetizador, mezclas
- Steven Schuster – coproductor
- Pat leraci – coordinador
- Valerie Clausen – ingeniera de audio
- Mallory Earl – ingeniero de audio
- Bob Mathews – ingeniero de audio

## Posicionamiento
| Gráfica (1974)                            | Pico de posición |
| ----------------------------------------- | ---------------- |
| Estados Unidos (Billboard Top LPs & Tape) | 127              |
| Estados Unidos (Cash Box Top 100 Albums)  | 102              |
| Estados Unidos (Record World Album Chart) | 75               |